# Choi Sang-mok
Choi Sang-mok (최상목?; Seoul, 7 giugno 1963) è un politico sudcoreano, Presidente e Primo ministro ad interim della Corea del Sud dal 27 dicembre 2024 al 24 marzo 2025, in seguito all’avvio da parte dell’Assemblea nazionale del paese delle procedure di impeachment contro il Primo ministro Han Duk-soo, che già deteneva a sua volta ad interim la Presidenza a causa dell’avvio, in precedenza, della medesima procedura contro Yoon Suk-yeol.
Choi, oltre a questi incarichi (per cui è stato nominabile in virtù del suo ruolo), è anche Vice primo ministro e ministro dell'Economia e delle Finanze, in questo caso con mandato pieno ed ordinario, dal 29 dicembre 2023.
In data 1º maggio annuncia le proprie dimissioni per evitare una mozione di impeachment, proposta dall’opposizione, contro le azioni svolte durante la sua breve Presidenza ad interim.